# Aorangia
Aorangia – rodzaj pająków z rodziny Stiphidiidae. Obejmuje 16 opisanych gatunków. Zamieszkują Nową Zelandię.

## Morfologia
Pająki te osiągają od 3,5 do 7,5 mm długości ciała. Ośmioro oczu rozmieszczonych jest w dwóch rzędach o mniej więcej prostym przebiegu. Oczy pary przednio-środkowej są tak duże jak te tylno-środkowej lub niewiele od nich mniejsze. Oczy par bocznych są większe niż środkowych i prawie stykają się ze sobą. Cała grupa oczu zajmuje około ⅔ szerokości głowowej części karapaksu. Bruzda szczękoczułka ma dwa zęby na krawędzi tylnej i zwykle tyle samo na przedniej. Szersza niż dłuższa warga dolna ma wcięcie u podstawy. Długość tarczowatego sternum jest większa niż jego szerokość. Odnóża zaopatrzone są w orzęsione włoski i silne, zwykle sterczące pod kątem prostym kolce. Wszystkie pary mają wcięcia na krętarzach, dwa szeregi trichobotrii na goleniach, po jednym szeregu trichobotrii na nadstopiach i stopach oraz trzy pazurki, z których wszystkie są silnie grzebieniaste. Opistosoma (odwłok) zaopatrzona jest w płaski, szerszy niż długi, równomiernie porośnięty włoskami stożeczek oraz trzy pary kądziołków przędnych, z których para tylna ma człon odsiebny tak długi jak człon nasadowy. Genitalia samicy mają niezmodyfikowane, słabo zesklerotyzowane epigynum, zwykle złożone z pary płatów. Zbiorniki nasienne mają szerokie, przezroczyste, często poskręcane przewody. Nogogłaszczki samicy mają dwa szeregi trichobotrii na goleniach, natomiast pozbawione są ich na stopach. Nogogłaszczki samca mają spiczasty odsiebny koniec cymbium, bulbus z dużą płytką wyrastającą z przednio-bocznej strony tegulum, zakręcony i osadzony dystalnie embolus oraz dobrze wykształconą apofyzę medialną.

## Ekologia i występowanie
Wszystkie gatunki są endemitami Nowej Zelandii. Zasiedlają one głównie lasy, ale niektóre gatunki spotyka się też w suchych formacjach krzewiastych i na łąkach. Pod kamieniami i butwiejącymi kłodami konstruują poziome, płachtowate sieci łowne niewielkich rozmiarów, ale przypuszczalnie polują także aktywnie, o czym świadczyć ma odnajdywanie obu płci w pułapkach Barbera.

## Taksonomia
Rodzaj ten wprowadzony został w 1973 roku przez Raymonda Roberta Forstera i Cecila Louisa Wiltona w czwartej części monografii poświęconej pająkom Nowej Zelandii. Autorzy wyznaczyli jego gatunkiem typowym opisanego w tej samej publikacji A. ansa. Forster i Wilton umieścili ten rodzaj w obrębie Amphinectidae, jednak w 2017 roku przeniesiony on został do rodziny Stiphidiidae przez Warda C. Wheelera i współpracowników na podstawie molekularnej analizy filogenetycznej.
Do rodzaju tego należy 16 opisanych gatunków:
- Aorangia agama Forster et Wilton, 1973
- Aorangia ansa Forster et Wilton, 1973
- Aorangia fiordensis Forster et Wilton, 1973
- Aorangia isolata Forster et Wilton, 1973
- Aorangia kapitiensis Forster et Wilton, 1973
- Aorangia mauii Forster et Wilton, 1973
- Aorangia muscicola Forster et Wilton, 1973
- Aorangia obscura Forster et Wilton, 1973
- Aorangia otira Forster et Wilton, 1973
- Aorangia pilgrimi Forster et Wilton, 1973
- Aorangia poppelwelli Forster et Wilton, 1973
- Aorangia pudica Forster et Wilton, 1973
- Aorangia semita Forster et Wilton, 1973
- Aorangia silvestris Forster et Wilton, 1973
- Aorangia singularis Forster et Wilton, 1973
- Aorangia tumida Forster et Wilton, 1973